# Vincent Young
Vincent D. Young (ur. 6 czerwca 1964 w Filadelfii) – amerykański aktor telewizyjny i filmowy, najlepiej znany jako Noah Hunter z serialu Beverly Hills, 90210.

## Życiorys
Urodził się w Filadelfii w stanie Pensylwania jako syn Mary i Vincenta Youngów. Dorastał w Delran w New Jersey. W szkole średniej był wrestlerem i grał w piłkę nożną w drużynach Filadelfijskie Orły (Philadelphia Eagles), Flyers, 76ers i Phillies. Uczęszczał do Gloucester County College w Sewell, w stanie New Jersey. W 1994 przeprowadził się do Los Angeles. Uczył się aktorstwa w William Esper Studio na Manhattanie. W latach 90. przez pół roku przebywał w Paryżu.
Wziął udział w reklamie Raisin Bran, Miller Genuine Draft i L’Oréal Studio Line. 
Po występie w melodramacie Pan 247 (A Modern Affair, 1995), zdobył sympatię telewidzów jako tajemniczy Noah Hunter z Hawajów w operze mydlanej dla młodzieży FOX Beverly Hills, 90210 (1997-2000). 
Pojawił się także gościnnie w serialach: NBC JAG – Wojskowe Biuro Śledcze (JAG, 2004), CSI: Kryminalne zagadki Nowego Jorku (CSI: NY, 2006) i CBS Agenci NCIS (Navy NCIS: Naval Criminal Investigative Service, 2006).
Był związany z Kelly Ripą (w latach 90.) i Tori Spelling (1999-2001).